# Il veliero del diavolo
Il veliero del diavolo (The Devil's Skipper) è un film muto del 1928 diretto da John G. Adolfi. La sceneggiatura, adattata per lo schermo da Robert Dillon, si basa su una storia breve di Jack London, Demetrios Contos, pubblicata in The Youth's Companion il 27 aprile 1905 e inserita nella raccolta di racconti Tales of the Fish Patrol (New York, 1905). Fu il film d'esordio di Duncan Renaldo, un attore di origine rumena che in seguito sarebbe diventato popolare con la serie televisiva Cisco Kid.

## Trama
The Devil Skipper, donna dal passato difficile e amaro, è il comandante di una nave di schiavisti. Avendo scoperto che il responsabile di tutte le sue sofferenze si chiama La Farge e fa il piantatore in Louisiana, lo attira sulla nave con la scusa di vendergli degli schiavi. Nella sua cabina, gli racconta la storia di una donna che ha visto morire la figlia e che è stata rapita andando a finire su una nave di schiavi. La donna, che ha ora in suo potere il colpevole, tortura La Farge, abbandonando nelle mani dell'equipaggio ubriaco la giovinetta che La Farge aveva portato con sé. L'uomo le dice, allora, che quella è proprio sua figlia. La capitana accorre per salvare la ragazza e si batte con il Greco, il marinaio che era riuscito a vincere la giovane, ma resta ferita. Nonostante ciò, riesce a salvare la figlia e anche il marito e li riporta entrambi a terra. Poi crolla, ormai morente, tra le braccia del suo fedele primo ufficiale che la porta nella sua cabina e che, dopo averla posata nella sua cuccetta, la lascia per andare a uccidere il Greco.

## Produzione
Il film fu prodotto dalla Tiffany-Stahl Productions.

## Distribuzione
Distribuito dalla Tiffany Productions, il film uscì nelle sale cinematografiche statunitensi il 1º febbraio 1928. La pellicola viene considerata presumibilmente perduta.